# Bauernfest
 (mars 2021).
La mise en forme du texte ne suit pas les recommandations de Wikipédia : il faut le « wikifier ».
Les points d'amélioration suivants sont les cas les plus fréquents :
- Les titres sont pré-formatés par le logiciel. Ils ne sont ni en capitales, ni en gras.
- Le texte ne doit pas être écrit en capitales (les noms de famille non plus), ni en gras, ni en italique, ni en « petit »…
- Le gras n'est utilisé que pour surligner le titre de l'article dans l'introduction, une seule fois.
- L'italique est rarement utilisé : mots en langue étrangère, titres d'œuvres, noms de bateaux, etc.
- Les citations ne sont pas en italique mais en corps de texte normal. Elles sont entourées par des guillemets français : « et ».
- Les listes à puces sont à éviter, des paragraphes rédigés étant largement préférés. Les tableaux sont à réserver à la présentation de données structurées (résultats, etc.).
- Les appels de note de bas de page (petits chiffres en exposant, introduits par l'outil «  Source ») sont à placer entre la fin de phrase et le point final[comme ça].
- Les liens internes (vers d'autres articles de Wikipédia) sont à choisir avec parcimonie. Créez des liens vers des articles approfondissant le sujet. Les termes génériques sans rapport avec le sujet sont à éviter, ainsi que les répétitions de liens vers un même terme.
- Les liens externes sont à placer uniquement dans une section « Liens externes », à la fin de l'article. Ces liens sont à choisir avec parcimonie suivant les règles définies. Si un lien sert de source à l'article, son insertion dans le texte est à faire par les notes de bas de page.
- La présentation des références doit suivre les conventions bibliographiques. Il est recommandé d'utiliser les modèles {{Ouvrage}}, {{Chapitre}}, {{Article}}, {{Lien web}} et/ou {{Bibliographie}}. Le mode d'édition visuel peut mettre en forme automatiquement les références.
- Insérer une infobox (cadre d'informations à droite) n'est pas obligatoire pour parachever la mise en page.

Pour une aide détaillée, merci de consulter Aide:Wikification.
Si vous pensez que ces points ont été résolus, vous pouvez retirer ce bandeau et améliorer la mise en forme d'un autre article.
 (mars 2021).

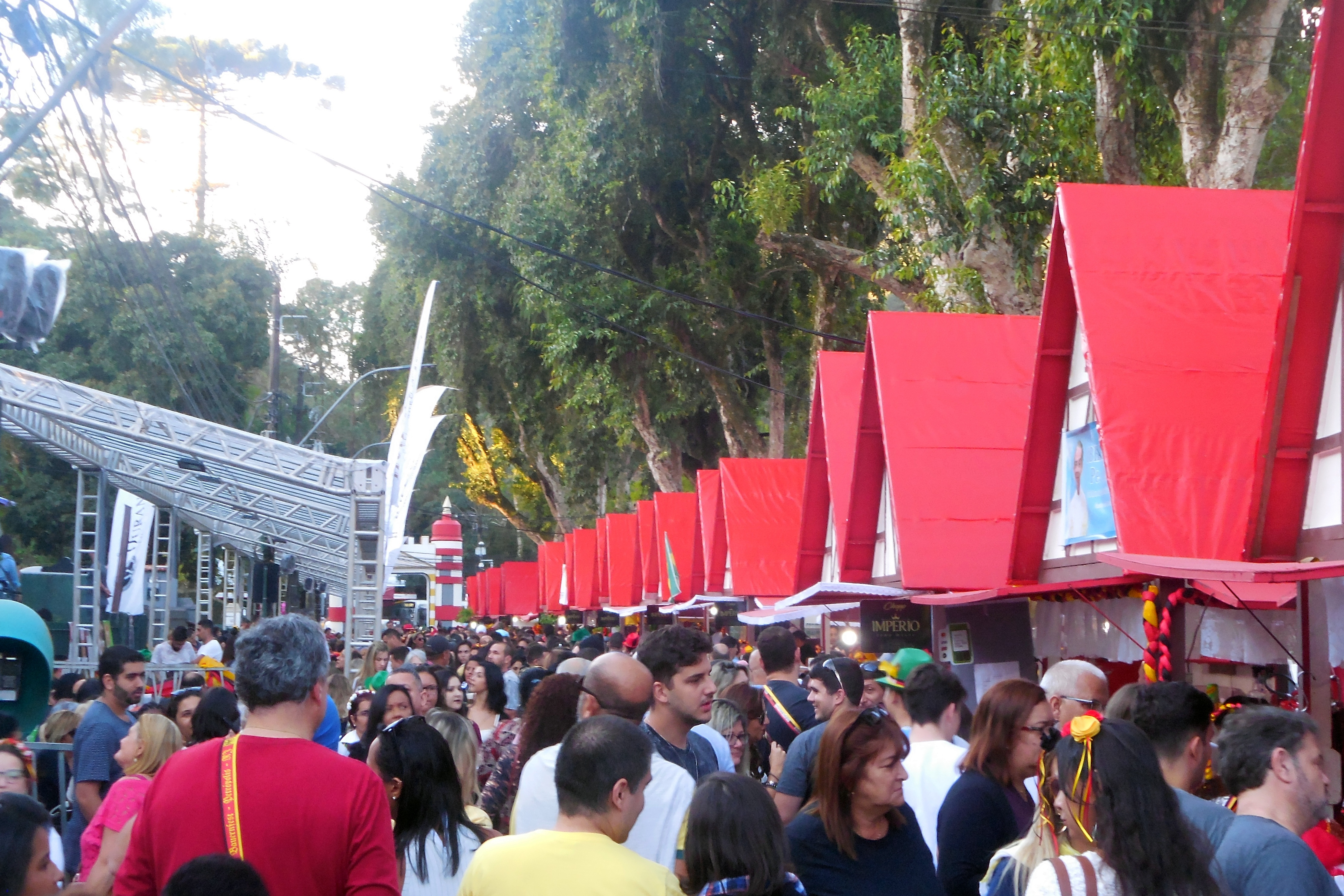
Flux de personnes au Bauernfest 2018, dans une rue du centre de Petrópolis.

La Bauernfest — aussi appelé la fête de l'immigration allemande — est une fête en l´honneur des immigrés allemands au mois de juin dans la ville de Petrópolis, région montagneuse dans l’État de Rio de Janeiro. La « Bauernfest » a lieu depuis 1989 au centre de la ville et est considérée la plus grande fête à Petrópolis, de l'État du Rio de Janeiro et du Brésil. On y trouve stands avec des produits régionaux, des bals musette, de la chorale, des bandes traditionnelles comme la Banda musical germânica, le groupe de musique allemand de Blumenau, des compétitions de buveurs de bière, de la gastronomie typique comme la saucisse, la choucroute, des boissons comme la bière, la pâtisserie et le chocolat. En 2012, 368 000 personnes y ont participé en dépensant 55 millions Réaux brésiliens lors de 11 jours de fête. On a consommé 7,5 tonnes de saucisses et 35 000 litres de bière.

## Origines de la Bauernfest
Depuis le début du XXe siècle, des enfants et des petits-enfants des premiers immigrés organisaient des petites kermesses, maisons et des stands dans le quartier Fazenda Inglesa. C’étaient les premières initiatives pour encourager les gens à revenir aux origines avec de la musique, de la danse et de la gastronomie allemande.
C'était en 1983, dans le Club 29 de Junho qui des descendants d´immigrés, qu'on a eu l’idée de transformer ces petites kermesses dans une fête pour répandre la connaissance de l’histoire et des traditions allemandes à Petropolis. Ainsi, cette année-là, un premier événement de 3 jours a été réalisé sous le nom « Festival Germânico » qui veut dire « Fête Allemande ». Le lieu choisi pour cet événement était fortement symbolique, aux environs du Palais de Cristal, où se trouve la croix érigée à l´occasion des festivités du premier anniversaire de l'arrivée des Allemands. Point de rencontre des immigrés allemands pour des jeux et des pique-niques pendant la fin de la semaine. La Praça da Confluência, dont le nom se traduit par la Place de la Confluence, était ainsi appelé raison d´être le point de confluence de deux fleuves: Quitandinha et Palatinado – une allusion à la célèbre place allemande Koblenz Platz où se trouve la confluence de cours d'eau Rhin et Moselle.
Après 1990, le Club 29 de Junho et plusieurs autres organisateurs ont établi un partenariat avec la mairie de la ville et la Fondation de la Culture et du Tourisme, L’incrémentation et la professionnalisation de l’événement ont mené à sa croissance exponentielle. Pour cette raison, l'ancienne Fête Germanique s´est transformée en Bauernfest. Un événement d’importance capitale pour le calendrier touristique et culturel du pays, avec l’identité définie et qu'à chaque année attire plus de visiteurs, sans oublier son public fidèle.

## Bauernfest aujourd'hui
Bauernfest - la fête de l’immigrant allemand a dépassé toutes les attentes avec un nombre record de public à chaque édition. Considéré comme le deuxième événement le plus important du Brésil dans sa catégorie, ainsi que le plus important événement de la région du Sud-est.

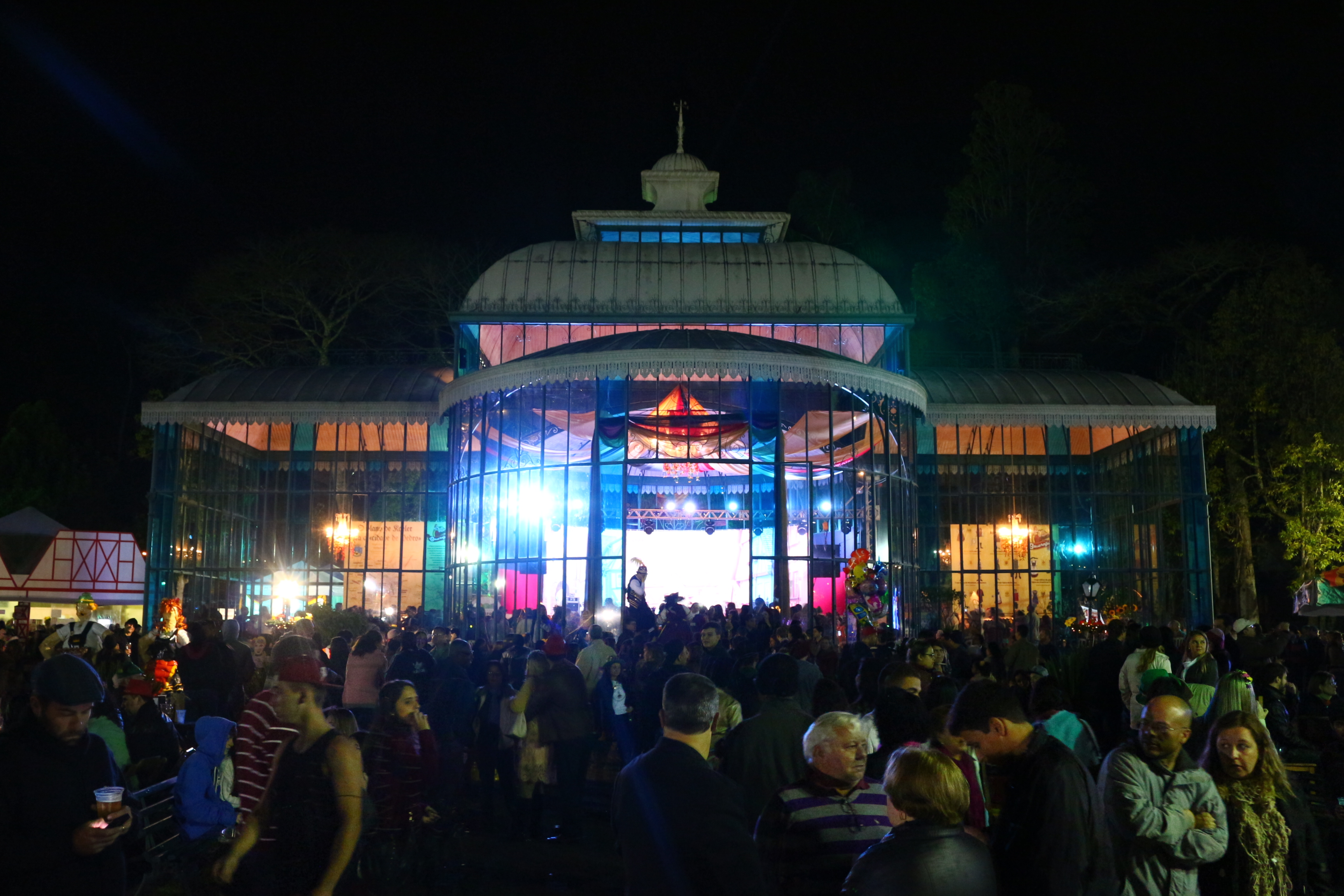
Palace de Cristal pendant le festival

La fête a commencé en 1989 ayant pour but de maintenir vivante les traditions et l'histoire des immigrés allemands qui se sont établis dans la ville de Petrópolis. Le lieu qui a été choisi le Palais de Cristal, où se trouve la croix qui registre l’arrivée des immigrants. Après 1990, la devenant l’état actuel, de grande importance pour le calendrier touristique et culturel pour la ville et pour l’état.

En 2019, la 30e Bauernfest - La Fête de l'Immigration Allemande a été célébré et le programme entier est disponible en portugais sur les sites suivants: 
https://www.bauernfestpetropolis.com.br
http://museus.cultura.gov.br/evento/5537 /
http://museus.cultura.gov.br/evento/5538/